# Gunnel Linde
Pour les articles homonymes, voir Linde.
Gunnel Linde est une romancière et réalisatrice suédoise née le 14 octobre 1924 à Stockholm et morte le 12 juin 2014.
Elle a notamment scénarisé le feuilleton télévisé La Pierre blanche, tiré de son roman intitulé Exploits pour une pierre blanche (Den vita stenen en suédois).
Elle a reçu le Prix Nils Holgersson en 1965 et en 1975.

## Récompenses et distinctions
- 1964 : (international) « Runner-Up List »[2], de l' IBBY, pour Tills...
- 1965 : Prix Nils-Holgersson
- 1975 : Prix Nils-Holgersson
- 1978 : Prix Astrid-Lindgren